# Sergei Godunov
Sergei Konstantinovich Godunov (em russo:  Серге́й Константи́нович Годуно́в; Moscou, 17 de julho de 1929 – Novosibirsk, 15 de julho de 2023) foi um matemático russo.